# Wyżni Łomnicki Karb
Wyżni Łomnicki Karb (słow. Vyšný lomnický zárez) – przełęcz w górnym fragmencie południowej grani Łomnicy w słowackiej części Tatr Wysokich. Oddziela od siebie Łomnickiego Kopiniaczka na północy i Łomnickiego Mniszka na południu.
Przełęcz jest wyłączona z ruchu turystycznego. Na zachód z Wyżniego Łomnickiego Karbu opada duża rysa uchodząca do Depresji Wallischa w zachodniej ścianie Łomnicy. Najdogodniejsza droga dla taterników na Wyżni Łomnicki Karb prowadzi południową granią od Łomnickiej Kopy, możliwe jest też wejście na przełęcz od wschodu ze Żlebu Téryego trudnymi drogami rysą przez Depresję Wallischa lub przez płytę w ścianie Łomnickiego Kopiniaczka.
Pierwsze potwierdzone wejścia (przy wejściu granią):
- letnie – József Déry i towarzysze, w 1901 r.,
- zimowe – Zoltán Brüll, Štefan Lux i István Zamkovszky, 1 stycznia 1933 r.[2]